# Synthliboramphus antiquus
El mérgulo antiguo (Synthliboramphus antiquus) es una especie de ave caradriforme de la familia Alcidae que se distribuye por los mares y costas de América y Asia. No está amenazada a nivel global, y su población se estima en torno al millón de ejemplares.
Sus pollos dejan el nido la noche después de salir del cascarón, siguen a sus padres al mar donde se desarrollan a salvo de los depredadores terrestres.

## Taxonomía
Tiene descritas dos subespecies:
- S. a. antiquus (Gmelin, 1789)
- S. a. microrhynchos Stepanyan, 1972